# かのこん
『かのこん』は、西野かつみによる日本のライトノベルおよびそれを原作としたメディアミックス作品。イラストは狐印が担当。『彼女はこん、とかわいく咳をして』（かのじょはこん とかわいくせきをして）の題名で2005年に第1回MF文庫Jライトノベル新人賞佳作を受賞し、出版時に現在の題名となる。2008年6月時点で累計部数は80万部を突破している。
2006年より2010年まで、『月刊コミックアライブ』（メディアファクトリー）にて山木鈴の漫画版が連載された。また、2008年4月から同年6月までテレビアニメが放送された。なお2008年7月31日にはPlayStation 2用ソフト『かのこん えすいー』が発売された。

## あらすじ
田舎から都会の薫風高校に転校した小山田耕太は転校初日に学校一の美少女と噂される源ちずるに呼び出され、そこで熱い告白を受けると同時に彼女が妖狐であるという秘密を知ってしまう。その日から、妖怪と人間の熱いお付き合いが始まっていく。

## 登場人物
学年は小説第1巻時点のものを表記している。
声優はドラマCD（2007年） / アニメの順で表記。1人の場合はアニメ版の声優。

### 主要人物
小山田 耕太（おやまだ こうた）
声 - 能登麻美子 / 同左
本作の主人公。県立薫風高校1年。祖父と住んでいた田舎の高校から転校してきた。性格は温和で優柔不断。結婚するまでちずるとは健全な関係を保ちたいと思っているものの、ついちずるの誘惑に流されるまま、「あまえんぼさん」「ちちまくら」「ひみつのケーキ」などのプレイに勤しんでしまっている。学校内では「エロス大王」や「M・C・耕太」（揉みすぎだよ・乳を・耕太）など散々な異名を付けられている。
妖術に対する耐性が非常に高く、1度目でもかなり軽減し2度目は完全無効化してしまう。ちずるとの変態的なプレイを続けたことにより、8巻以降は禁欲できない体質（禁欲により気が溢れ出し、気を浴びた男性は失神、女性は欲情してしまう）となったため、1日5回以上、ちずる達との行為によって気を放出することを余儀なくされた。
小動物を思わせるちんちくりんな顔立ちをしているが、ちずると望によると外見に似合わず「大きい」らしく、実物を見たたゆらが突然敬語になるほど。
源 ちずる（みなもと ちずる）
声 - 川澄綾子 / 同左
本作のメインヒロイン。薫風高校2年。長い黒髪と巨乳の美少女だが実体は齢400年以上（自称）の妖狐である。自らの秘密を隠す意味で薫風高校に入学したが、転校してきた耕太に一目惚れして以来TPOを選ばず耕太にくっついてくる。性格はわがままかつ自分勝手そのもの。実は耕太と出会う以前は男に全くなびかなかった。ただし以前は女の子に手を出していた過去があり、今でも校内の女子からは人気がある。バストは現在も成長中。
高校入学以前に人間社会で荒稼ぎした財産があるため、かなりの資産家である。元々は食べた人間が失神するレベルの料理下手だったが、耕太のために料理の腕をあげている。
実は伝説の怪物・八岐大蛇を体内に秘めており数千年の時を生きてきたが、本人は400年より前の記憶をなくしている。
犹守 望（えぞもり のぞむ）
声 - 竹内美優
本作のサブヒロイン。薫風高校1年。寡黙無表情な銀髪の美少女で、正体は人狼という齢200年の狼の妖怪。貧乳。朔という同族の義兄がいる。私服という物を持っていないらしく、外出時は薫風高校の制服かジャージで通している。
耕太のアイジン（愛人）を宣言し何かとちづるに張り合うが、耕太とちずるの仲自体は認めている。普段は人間の機微に疎いが、朔のエロ本などを参考に様々な情報を入手しては耕太やちずるとの生活に乱入してくる。普段から何を考えているか判らないようでいて、思慮深くしたたかな面を持つ。本人は朔曰く「ニホンオオカミの化身」らしいが、詳細は不明。

### 薫風高校の関係者
源 たゆら（みなもと たゆら）
声 - 杉田智和 / 豊永利行
薫風高校1年。第二次世界大戦終戦直後に妖怪と化した化け狐。ちずるの義理の弟（ちずるに拾われた）で耕太の同級生。耕太と姉を「バカップル」呼ばわりするなどノリは軽く、クラスの人気者。姉に八つ当たりでボコボコにされてはいるが、妖狐としての能力は高い。
女性経験は豊富らしいが薫風高校入学直後にあかねに一目惚れしてしまい、以来あかねにはそれとなく頻繁にアタックするが毎回冷たくあしらわれている。耕太がちずると交際することは寂しさ交じりで応援しているが、あかねに対して（無意識にせよ）何らかのアプローチを行うことは強く警戒している。
朝比奈 あかね（あさひな あかね）
声 - 斎藤千和 / 同左
薫風高校1年で、耕太のクラスの委員長を務めている。「校則違反ですっ!」が決め台詞であり、耕太とちずるの交遊にいつも振り回されている。ところ構わず風紀を乱しまくるちずると望を掣肘できる唯一の生徒で、そのために「小山田耕太のただれた女性関係」のひとりに誤解される。興奮しすぎると周りが見えなくなる。耕太に好意とまではいかないが気にかけているようであり、またたゆらの気持ちに気付き始めている。色々と起きる不可思議な事件からちずる達の正体に薄々気付いているが、大切な友人として常に変わらず接している。
佐々森 ユウキ（ささもり ユウキ）
声 - 世戸さおり
薫風高校1年で耕太の同級生。医者を父親に持ち、キリコとは幼稚園の頃からの仲良し。おおらかな性格で、周囲のハチャメチャな環境を楽しんでいる。少年のような顔立ちだがキリコから教わった豊胸体操を続けた結果、バストサイズは親友のそれを上回っている。耕太の恥ずかしいあだ名は大抵ユウキが発端になっている。望の転入後は望にも興味津々で仲も良い。趣味はビデオカメラによる自作ライブラリ作成鑑賞。
高菜 キリコ（たかな キリコ）
声 - 宮崎羽衣
薫風高校1年で耕太の同級生。ユウキとは幼稚園の頃からの腐れ縁で、彼女からは「きーちゃん」と呼ばれる。冷静で醒めた性格だが親友のユウキにはつきあいがよく、いつも振り回されっぱなし。ユウキとは正反対に女性関係にだらしない耕太に冷たく、「見られただけで生理が止まる」「同じ空気を吸っただけで新たな性癖に目覚めさせられる」、「そばにいるだけで妊娠しそう」と散々な評価をしている。
七々尾 蓮（ななお れん）、七々尾 藍（ななお あい）
声 - 門脇舞以（蓮）、仲西環（藍）
薫風高校1年で耕太の1年後輩に当たる双子の姉妹。元は葛の葉からちずるへの刺客として送り込まれたが、任務の失敗とともに耕太とちずるの「子供」になった。驚くほど容姿が似ていて、見分けはおさげの左右でしかつけられない。鎖を使った攻撃をする。
桐山 臣（きりやま おみ）
声 - 近藤隆 / 同左
薫風高校2年。その正体は風を操る能力を持った妖怪・かまいたちで、「薫風高校の妖怪は番長に従うべし」という不文律を無視する源姉弟を仇敵視している。第4巻から薫風高校の番長を流星から受け継ぐ。耕太たちの交遊に嫌悪感を抱いていた者の1人だが、一介の人間ながら強敵と闘って成長していく耕太の実力は認めている。片言な喋り方をする。3人兄弟の末弟で兄と姉がいる。
長ヶ部 澪（おさかべ みお）
声 - 松来未祐 / 伊月ゆい
薫風高校2年。いつも臣に付き従っている。小学生と見紛うほど背が低く、華奢な体格をしている。その正体はカエルの半妖で、体から治癒効果をもつ油を出すことができる。オサカベ村の豪農の家に生まれて以来、父親によって座敷牢に閉じ込められていたところを臣に助け出されており、臣に対して好意を持っている。普段は戦闘力は無いに等しいが臣が傷つけられると恐るべき力を発揮する。
熊田 流星（くまだ りゅうせい）
声 - 三宅健太 / 乃村健次
薫風高校3年。巨体と左目の十字の傷がトレードマークで、対外的には薫風高校の番長と見られている。その正体は熊の妖怪で神として崇められるほどの実力者だった。巨体に似合わず、趣味はノートパソコンによるオンラインデイトレード。かつて自分を撃破した「御方さま」とは交友関係をもっている。
三珠 未弥（みたま みや）
三珠四岐の妹。13巻現在で三珠家の当主である。外見はツインテールの小悪魔的女子高生だが、その力はたゆらでも歯が立たないほど。
砂原 幾（さはら いく）
声 - 下屋則子 / 同左
社会科教師で、耕太のクラス担任。天然ボケが激しい。幼いときから御方さまという妖怪にとり憑かれており、二重人格者のように性格が変わる。砂原家の当主であるが、ちずるの存在を隠すなどほとんど独立した行動をとっている節がある。妖怪たちの監査官をしている。
御方さま（おかたさま）
幾に憑依している妖怪。本名は砂女（すなめ）。正体は砂かけ婆。八千代の時を魂だけとなりながらも生き抜いてきた。代々、砂原家の当主に憑依している。葛の葉設立時のメンバーであり、組織内での立場はかなり高い。伝説の金属「ヒヒイロカネ」を持っている。
八束 たかお（やつか たかお）
声 - 松山鷹志 / 同左
体育教師兼生徒指導担当で、強面で通っている。葛の葉に所属していて、妖怪たちの監査官をしている。八束家からは勘当されているらしい。相当の苦労人らしく、雪花とはそういった面で気が合うらしい。第10巻にて、妹に言いくるめられ八束家の当主代理になった。
雪花（ゆきはな）

### 葛の葉

#### 三珠家
葛の葉全体の指令を任された部隊。
三珠家当主
本名不詳。三珠四岐の父親。四岐の命によって美乃里に毒を盛られ、病に倒れていたが、九尾湯の原液を飲み快復した。四岐・美乃里の件で責任を取り当主の座から降りた。
三珠 四岐（みたま しき）
葛の葉八家の一つ三珠家当主代理。九院とは男と女の仲である。
三珠 美乃里（みたま みのり）
声 - 西原久美子
葛の葉に所属していて、何らかの目的で耕太とちずるを憑依合体させようと度々画策する。自称「耕太の妹」。普段は一見天真爛漫な幼い少女だが、得体の知れない腹黒な策略家。葛の葉では「造られた子」や「神の器」などと呼ばれている。鵺と憑依合体すると男性の姿になるが、女性の姿になることも可能。
鵺（ぬえ）
葛の葉に所属している妖怪。基本的に美乃里と一緒に行動する。美乃里とキスをすることにより憑依合体ができる。また体の一部を別のものに変化させることができる。
三珠 未弥（みたま みや）

#### 八束家
葛の葉における戦闘を任された部隊。
八束家当主
八束たかお・たまきの父。現在、病気で臥せているため当主代理を立てている。
八束 たかお（やつか たかお）

八束 たまき（やつか たまき）
葛の葉八家の一つ八束家当主代理。薫風高校教師である八束たかおの妹。第10巻で八束家の当主代理の座を兄に渡した。

#### 七々尾家
葛の葉における戦闘を任された部隊。
七々尾 宗仁（ななお そうじん）
声 - 伝坂勉
蓮と藍の父親で、七々尾家の当主である。
七々尾 蓮（ななお れん）、七々尾 藍（ななお あい）

#### 土門家
葛の葉における法術を任された部隊。
土門 八葉（つちかど はちよう）
葛の葉八家の一つ土門家当主。彼女がしゃべると強力な言霊を発してしまうため、普段は全くしゃべらず、◯と×の書かれた札か、スケッチブックに文字を書いて会話する。

#### 多々良谷家
葛の葉における技術開発を任された部隊。
多々良谷 権左衛門（たたらや ごんざえもん）
葛の葉八家の一つ多々良谷家当主。英語混じりの変な日本語をしゃべる。西洋かぶれであり自分のことをジョニー多々良谷、娘のことをナンシーと呼ぶ。マッチョな中年オヤジ。
千里 ナツミ（せんり ナツミ）
アクセサリーの露店を営むお姉さん。正体はサトリという妖怪である。多々良谷家当主の娘。

#### 悪良家
葛の葉における諜報を任された部隊。
悪良家当主
悪良家は葛の葉八家の中で諜報活動などの仕事を任務とする。名前は原作では明らかにされていないが、漫画版ではイチと紹介された。
小山田 弦蔵（おやまだ げんぞう）
耕太の祖父であり、悪良家の元当主でもある。

#### 九院家
妖怪だけで構成された特殊部隊。
九院（くいん）
葛の葉八家の一つ九院家当主。「九院」は葛の葉所属の妖怪たちの当主という意味を持ち、代々の当主がその名を受け継ぐ。四岐とは男と女の仲である。
乱
九院家四天王の一人で鬼の女妖怪であり、熊田と互角にやりあう怪力の持ち主。12巻で薫風高校の教師になる。
シーナ
九院家四天王の一人で鎌鼬の妖怪であり、桐山臣の姉。
沙介（さすけ）
九院家四天王の一人で鎌鼬の妖怪であり、桐山臣の兄。
犹守 朔（えぞもり さく）
声 - 風間勇刀
元九院家。望の兄で、その正体は人狼という狼の妖怪。普段はバイクを乗り回している。昔ちずるとチームを組んでいた過去を持つ。現在は耕太の祖父・弦蔵や海神・海鳴りのカイ達と共に修行の旅に出ている。

#### 砂原家
葛の葉全体の監視役
砂原 幾（さはら いく）
御方さま（おかたさま）

### その他の人物
玉藻（たまも）
声 - 進藤尚美
ちずる達の母親で、血はつながっていないが顔立ちなどはちずるに良く似ている。ちずるに負けず劣らずの大きな胸を持つ。御方さまとは旧知の仲。白面金毛九尾の狐で強力な力をもつが、普段はおっとりしたたかでそうと感じられない。雪山の奥深くで温泉宿「玉ノ湯」を経営しているが、たまに人気のない海岸に海の家を開いたりする。耕太を気に入っており時々ちょっかいを出してはちずるに恨まれるが、実は2人の幸せを心から願っている。また、年のことを結構気にしている模様。
雪花（ゆきはな）
声 - 早水リサ
玉藻の経営する温泉宿で働く雪女の1人で忍者。律儀な性格。第7巻からは薫風高校の養護教諭として赴任する。養護教諭としての名前は雪野 花代（ゆきの はなよ）。吹雪を操ったり、氷の刃を使用したりと戦闘能力は高い。忍者モードの時にはマフラーのような物を身に付け、口調も変わる。
豊玉彦（とよたまひこ）
大海神で、御方さまや玉藻とは旧知の仲。
カイ
豊玉彦の息子。
シズカ
カイの従者で、その正体は因幡の白兎。
マキリ
望が生まれた人狼の村の戦士で、村のリーダー格。普段はあまり感情を表に出さない。レラと共に望を村の「長」に迎える計画を実行する。
レラ
望が生まれた人狼の村の巫女。野生の熊でも瞬時に眠らせるという妖術「眠りの雲」を使う。マキリに想いをよせている。
円（まどか）
ちずると耕太の娘であるが、厳密には第11巻でちずるに大量に注ぎ込まれた耕太の「気」が体外に切り離されて人格を宿したもの。名付け親は耕太。
北斗 セイジ（ほくと セイジ）
新入生で南ユウコの恋人。ユウコと共に耕太とちずるの弟子になる。
南 ユウコ（みなみ ユウコ）
新入生で北斗セイジの恋人。セイジと共に耕太とちずるの弟子になる。
梅津 カヨ（うめづ カヨ）
新入生で南ユウコと北斗セイジの親友。

## 既刊一覧

### 小説
| 巻数 | タイトル                                  | 初版第一刷発行日 | 発売日         | ISBN              |
| ---- | ----------------------------------------- | ---------------- | -------------- | ----------------- |
| 1    | かのこん                                  | 2005年10月31日   | 2005年10月25日 | 4-8401-1429-3     |
| 2    | かのこん 2 〜はじまりはじまり〜           | 2006年1月31日    | 2006年1月25日  | 4-8401-1488-9     |
| 3    | かのこん 3 〜ゆきやまかぞくけいかく〜     | 2006年4月30日    | 2006年4月25日  | 4-8401-1534-6     |
| 4    | かのこん 4 〜オトメたちのヒミツ〜         | 2006年7月31日    | 2006年7月25日  | 4-8401-1577-X     |
| 5    | かのこん 5 〜アイをとりもどせ！〜         | 2006年10月31日   | 2006年10月25日 | 4-8401-1727-6     |
| 6    | かのこん 6 〜ナギサのぱいぱいぷー〜       | 2007年1月31日    | 2007年1月25日  | 978-4-8401-1785-2 |
| 7    | かのこん 7 〜さよなら、オオカミ〜         | 2007年6月30日    | 2007年6月25日  | 978-4-8401-1871-2 |
| 8    | かのこん 8 〜コイビトたちのヒミツ〜       | 2007年11月30日   | 2007年11月22日 | 978-4-8401-2086-9 |
| 9    | かのこん 9 〜あらたなるめざめ〜           | 2008年2月29日    | 2008年2月25日  | 978-4-8401-2144-6 |
| 10   | かのこん 10 〜おわりのはじまり〜          | 2008年5月31日    | 2008年5月23日  | 978-4-8401-2320-4 |
| 11   | かのこん 11 〜アイはぼくらをすくう!〜     | 2008年9月30日    | 2008年9月25日  | 978-4-8401-2425-6 |
| 12   | かのこん 12 〜ちずるメリーゴーラウンド!〜 | 2009年1月31日    | 2009年1月23日  | 978-4-8401-2639-7 |
| 13   | かのこん 13 〜オトメとらいあんぐる〜      | 2009年9月30日    | 2009年9月25日  | 978-4-8401-2836-0 |
| 14   | かのこん 14 〜どきどき☆らぶれっすん〜     | 2010年1月31日    | 2010年1月25日  | 978-4-8401-3160-5 |
| 15   | かのこん 15 〜カノジョはコンと……〜        | 2010年12月31日   | 2010年12月24日 | 978-4-8401-3458-3 |

### 漫画
「月刊コミックアライブ」にて2006年の創刊から2010年夏まで連載されていた。
| 巻数 | タイトル                 | 発売日         | ISBN              |
| ---- | ------------------------ | -------------- | ----------------- |
| 1    | かのこん 1               | 2007年1月23日  | 978-4-8401-1665-7 |
| 2    | かのこん 2               | 2007年8月23日  | 978-4-8401-1941-2 |
| 3    | かのこん 3               | 2007年11月22日 | 978-4-8401-1976-4 |
| 4    | かのこん 4               | 2008年3月22日  | 978-4-8401-2211-5 |
| 5    | かのこん 5               | 2008年10月23日 | 978-4-8401-2273-3 |
| 5    | かのこん 5 DVD付き特装版 | 2008年10月23日 | 978-4-8401-2274-0 |
| 6    | かのこん 6               | 2009年3月23日  | 978-4-8401-2547-5 |
| 7    | かのこん 7               | 2009年7月23日  | 978-4-8401-2593-2 |
| 8    | かのこん 8               | 2009年12月22日 | 978-4-8401-2958-9 |
| 9    | かのこん 9               | 2010年8月23日  | 978-4-8401-3366-1 |

- かのこん 5 DVD付き特装版は特別編カラーコミック8ページ。TVアニメ第1話本編・第2話予告・能登麻美子・川澄綾子によるオーディオコメンタリーDVDが収録。

### 関連書籍
- 狐印 『foxmark かのこん art works』 メディアファクトリー、2008年11月14日発売[33]、ISBN 978-4-8401-2487-4

## ゲーム

### PS2用ソフト
『かのこん えすいー』は、5pb.から2008年7月31日に発売されたPlayStation 2ゲーム。2008年4月から放送されていたテレビアニメ版とは別の完全オリジナルストーリー。2人の主人公「小山田耕太」と「源たゆら」の視点を切り替えるサイトチェンジと、決定するまでの時間によって気持ちの強さを判定する選択肢エモーショナルリサーチという2種類のシステムを搭載している。エンディングはマルチエンディング方式を採用している。

#### ストーリー
夏休み、耕太たちは補習合宿で孤島へ連れてこられるが、相変わらずちずると望は耕太といちゃつき、たゆらはこの機にあかねとの仲を進展させようとしていた。
そんな中、耕太はで出会った少女から「近いうちに誰か大切なひとを失うかもしれない」と告げられる。

#### 登場人物
小山田耕太（おやまだ こうた）
声：能登麻美子
本作の主人公。田舎から来た転校生で、ちずるにいきなり求愛を迫られる。さらに望からもアプローチを受け、三角関係のまま交際をすることに。
源たゆら（みなもと たゆら）
声：豊永利行
もう1人の主人公。狐の妖怪で、ちずるの弟。同じクラスのあかねのことが気になっている。
源ちずる（みなもと ちずる）
声：川澄綾子
薫風高校3年。正体は400歳以上の妖狐で、耕太に惚れている。
犹守 望（えぞもり のぞむ）
声：竹内美優
耕太よりも後に転校してきた2年生。狼の妖怪。耕太のアイジンを自称し、ちずると張り合っている。
朝比奈あかね（あさひな あかね）
声：斎藤千和
生真面目なクラス委員長。田舎から出てきた耕太を気にかけてくれる一方で、風紀の乱れを正そうとする。
七々尾 蓮（ななお れん） / 七々尾 藍（ななお あい）
声：門脇舞以 / 仲西環
高校1年生の双子。かつてはちずるを狙う刺客だったが、任務に失敗して耕太とちずるの「子供」に収まった。
玉藻（たまも）
声：進藤尚美
ちずるとたゆらの母親。なぜか補習先の島で海の家を開いていた。耕太のことがお気に入りで、ちずるに睨まれている。
雪花（ゆきはな）
声：早水リサ
「雪野花代」の名で薫風高校の保健師を勤める、今回の補習の引率者。本来は、玉藻が経営する山奥の温泉宿の従業員だった。
神邨天音（かむら あまね）
声：喜多村英梨
ゲーム版オリジナルヒロイン。14歳の白音の双子の妹、通称テン。いつもトウモロコシを食べている。
神邨白音（かむら しらね）
声：榊原ゆい
ゲーム版オリジナルヒロイン。14歳の天音の双子の姉、通称ハク。物語の舞台となる奈留迦見島の神社で巫女をしている。

#### 主題歌
オープニング「Happy Succession」
作詞・作曲：奥井雅美 / 編曲：MACARONI☆ / 歌：宮崎羽衣
エンディング「永遠の恋」
作詞：葉月みこ / 作曲：沢村竣 / 編曲：大島こうすけ / 歌：榊原ゆい

#### スタッフ
- 原作：西野かつみ
- キャラクター原案：狐印
- 発売：5pb.

#### 限定版
原作のイラストを担当している、狐印の書き下ろし。通常版のジャケットは、テレビアニメ版のキャラクターデザインを担当している高見明男による。
- オリジナルCD
  - ちずる、耕太、望のキャラクターソング「恋のミラクル☆サマーバケーション」とゲームの後日談「夏の日のはじまり」を収録。
- 狐印描き下ろし特製マウスパッド
  - 一定の温度で色が透ける「狐印描き下ろし特製マウスパッド」。

#### 関連商品
- かのこん・ないすばでぃ - キャラクターヴォーカルアルバム。2009年3月25日発売。

### flashゲーム
メディアファクトリーの「メディモ!」にて『かのこん 湯けむりバスタイム』が配信。対応キャリアはiモード、EZWeb、Yahoo！ケータイ。OVAのアプリ。

## テレビアニメ
2008年4月5日より、「テレビ」としては唯一AT-Xにてのみ視聴年齢制限つきで放送された。また、4月15日からはバンダイチャンネルでも配信を開始。当初は無料配信を行っていたが、内容の一部に過激な表現があったとして第7話以降の無料配信を取りやめ、有料配信のみとなっている。なお、第一話についてはYouTube内のメディアファクトリーTVにて無料公開されていたが、権利者によるアップロードであるにもかかわらずBパートが利用規約に違反するとして削除された。

### スタッフ
- 原作 - 西野かつみ[5]
- キャラクター原案 - 狐印[5]
- 監督 - 大槻敦史[5]
- シリーズ構成 - 鈴木雅詞[5]
- キャラクターデザイン・総作画監督 - 高見明男[5]
- 美術監督 - 小濱俊裕[5]
- プロップデザイン - 竹谷今日子[37]
- 美術デザイン - 塩澤良憲[37]
- 色彩設定 - 鈴木しん[37]
- 撮影監督 - 中田智之[37]
- 編集 - 渡辺直樹[37]
- 音響監督 - 中嶋聡彦[37]
- 音楽 - 伊藤毅[37]
- プロデューサー - 新田達弘[37]、三上康博[37]、小柳路子[37]、松永裕一[37]
- アニメーションプロデューサー - 千野孝敏[37]
- アニメーション制作 - XEBEC[5]
- 製作 - かのこん製作委員会（メディアファクトリー、AT-X、5pb.、movic）

### 主題歌
オープニングテーマ「PHOSPHOR」
作詞・作曲 - 奥井雅美 / 編曲 - 鈴木Daichi秀行 / 歌 - 宮崎羽衣
エンディングテーマ「恋の炎」
作詞 - 葉月みこ / 作曲 - 酒井陽一 / 編曲 - 大島こうすけ / 歌 - 榊原ゆい

### 各話リスト
| 話数 | サブタイトル          | 脚本     | 絵コンテ     | 演出     | 作画監督            |
| ---- | --------------------- | -------- | ------------ | -------- | ------------------- |
| 1    | 初めてしちゃう?       | 鈴木雅詞 | 大槻敦史     | 孫承希   | 高見明男            |
| 2    | ひとつになっちゃう?   | 鈴木雅詞 | アミノテツロ | 吉田秀之 | 古川英樹            |
| 3    | 美味しく食べちゃう?   | 鈴木雅詞 | 孫承希       | 孫承希   | 高見明男            |
| 4    | 脱げなくなっちゃった? | 鈴木雅詞 | 森かい       | 斉藤広道 | 斉藤広道            |
| 5    | ダメになっちゃう?     | 鈴木雅詞 | 羽原信義     | 孫承希   | 植田実              |
| 6    | お願いしちゃう?       | 小鹿りえ | 鈴木利正     | 森義博   | 宮崎修治 清水慶太   |
| 7    | あたためてあげちゃう? | 鈴木雅詞 | 森かい       | 矢吹勉   | 谷川亮介            |
| 8    | 一緒に入っちゃう?     | 小鹿りえ | アミノテツロ | 斉藤哲也 | 吉田肇              |
| 9    | 感じすぎちゃう?       | 鈴木雅詞 | 平尾みほ     | 高橋秀弥 | 登坂晋 平田卓也     |
| 10   | 遠慮しちゃう?         | 鈴木雅詞 | 森かい       | 宮崎修治 | 清水慶太 岡本健一郎 |
| 11   | もう濡れちゃう?       | 小鹿りえ | 孫承希       | 孫承希   | 高見明男            |
| 12   | ついにしちゃう?       | 鈴木雅詞 | 大槻敦史     | 大槻敦史 | 足立慎吾 高見明男   |

### 放送局
| 放送地域 | 放送局             | 放送期間               | 放送日時           | 備考                            |
| -------- | ------------------ | ---------------------- | ------------------ | ------------------------------- |
| 日本全域 | AT-X               | 2008年4月5日 - 6月21日 | 土曜 10:30 - 11:00 | 製作委員会参加 リピート放送あり |
| 日本全域 | バンダイチャンネル | 2008年4月15日 - 7月1日 | 火曜 12:00更新     | PC / 携帯 / STB                 |

### 映像特典
DVD収録の映像特典。『かのこんガールズチャンネル』というミュージッククリップと短編アニメの2話構成で、内容もより過激になっている（レンタル版には未収録）。
- 第1巻『かのこんガールズチャンネル 源ちずる』『そろそろ起きちゃう?』
- 第2巻『かのこんガールズチャンネル 犹守望』『質問しちゃう?』
- 第3巻『かのこんガールズチャンネル 朝比奈あかね』『プレゼントしちゃう?』
- 第4巻『かのこんガールズチャンネル 玉藻&雪花』『挑戦しちゃう?』
- 第5巻『かのこんガールズチャンネル 七々尾蓮&七々尾藍』『がんばっちゃう?』
- 第6巻『かのこんガールズチャンネル オールスターズ』『こっそり見ちゃう?』

### 外国発売
- メディアブラスターズ（英語版）[38]（北アメリカ）
- 木棉花國際（中国語版）（台灣・香港）

### 他者言及（テレビアニメ）
フリーライターの日詰明嘉は「アニメ!アニメ!」に寄せた記事の中で、表現規制の厳格化により地上波（VHF）からUHF局によるシンジゲーション、さらにはネット配信へと移行しており、今回の配信中止はそれらの軌跡をなぞっただけだとする一方、ネット配信が年少者でも気軽に触れられるほどメジャーになったことや、配信者と制作者の間で事前のやり取りがなかったことを理由として挙げている。そのうえで日詰は本件が表現者としての自覚や社会的な立場を考える良いチャンスになったとしている。
GIGAZINEは、GyaOでは小学生男子および小学生女子でテレビアニメ版が1位をとったから、人気作品がうかがえるとしている。また、放送1年後の2009年に投稿した「犹守望」のフィギュアについての記事の中で、無料配信取りやめ後の回は、放送が適切でないと感じる内容もあったとしている。

## OVA
『かのこん〜真夏の大謝肉祭〜』
TV本編のその後となる耕太とちずるのはじめての夏休みのほのぼのエピソード。OVA前後全2巻でDVD&Blu-Ray同時リリース。2009年7月に制作が発表された。
AT-Xでアダルト修正版が、2009年10月4日および10月10日に上巻本編、2009年10月11日および10月17日に下巻本編が先行上映された。映像特典はOVAのみに収録。

### スタッフ（OVA）
- 原作 - 西野かつみ[6]
- キャラクター原案 - 狐印[6]
- 企画 - 岩崎篤史、三上康博、志倉千代丸、太布尚弘、下地志直
- 監督 - 大槻敦史[6]
- シリーズ構成 - 鈴木雅詞[6]
- キャラクターデザイン - 高見明男[6]
- 美術監督 - 小濱俊裕[6]
- 撮影監督 - 中田智之[6]
- プロップデザイン - 竹谷今日子[6]
- 美術デザイン - 塩澤良憲[6]
- 色彩設定 - 鈴木しん[6]
- 編集 - 渡辺直樹[6]
- 音響監督 - 中嶋聡彦[6]
- 音楽 - 伊藤ツヨシ[6]
- 音楽プロデューサー - 濱田智之
- 音楽制作 - 5pb.[6]
- プロデューサー - 新田達弘、南寛将、小柳路子、藤田朋洋、千野孝敏、草壁匠
- アニメーション制作 - XEBEC[6]
- 製作 - かのこんR製作委員会[6]（メディアファクトリー、AT-X、XEBEC、5pb.、movic）

### 主題歌（OVA）
オープニングテーマ「木漏れ日のソルディーノ」
作詞 - 濱田智之 / 作曲 - 酒井陽一 / 編曲 - 南利一 / 歌 - 榊原ゆい
エンディングテーマ「ルピナス〜幸せの風〜」
作詞 - 葉月みこ / 作曲 - 岩見直明 / 編曲 - 田口裕一 / 歌 - 宮崎羽衣

### サブタイトル
- 上巻『かのこん〜真夏の大謝肉祭・上〜』（2009年11月25日発売[6]）
  - 映像特典『耕太とちずるの今日も真夏日』

脚本 - 小鹿りえ、絵コンテ - 大槻敦史、演出 - 孫承希、作画監督 - 高見明男
- 下巻『かのこん〜真夏の大謝肉祭・下〜』（2009年12月22日発売[6]）
  - 映像特典『耕太とちずるの今日も真夏日』

脚本 - 小鹿りえ、絵コンテ - 大槻敦史、演出 - 中村里美、作画監督 - 高見明男

### 外国発売
- メディアブラスターズ[42]（北アメリカ）
- 木棉花國際（台灣・香港）

## ラジオ
メディファクラジオにて「かのこんラジオ 〜耕太とちずるのゆやよん成長日記〜」のタイトルで2008年3月から同年9月まで配信された。パーソナリティは小山田耕太役の能登麻美子と源ちづる役の川澄綾子。

### 概要
- 配信期間：2008年3月21日から同年9月26日
- 配信日：毎月第2・第4金曜日
- 配信サイト：メディファクラジオ
- パーソナリティ：能登麻美子（小山田耕太 役）、川澄綾子（源ちずる 役）

### コーナー
番組オープニング（ショートドラマ）
耕太とちずるの掛け合いによるショートドラマ。
ふつおた
普通のお便りを紹介する。
身も心も2人はひとつ！？愛の憑依クエスチョン！
リスナーから送られてくるお題を元にパーソナリティの2人が以心伝心ゲームに挑戦し2人の絆をさらに強めるコーナー。
人間社会適応テスト合格対策講座
『かのこん』に登場するちずるたち妖怪が受けなければならない「人間社会適応テスト」というテストに合格するため、リスナーから人間社会の様々なルールを教えてもらうコーナー。

### ゲスト
- 第5回：竹内美優（犹守望 役）
- 第7回：斎藤千和（朝比奈あかね 役）
- 第8回：豊永利行（源たゆら 役）

### 主題歌
オープニング「STRATEGY」
歌：宮崎羽衣
作詞：奥井雅美、作曲・編曲：MACARONI☆
エンディング「Sweet Time」
歌：榊原ゆい
作詞：葉月みこ、作曲：富永豊、編曲：幡手康隆

### 関連商品
ラジオCD「かのこんラジオ 〜耕太とちずるのゆやよん成長日記〜」（2008年10月24日、メディアファクトリー / ZMCZ-4343）
CD+CD-ROM、オーディオCDパートでは完全新規収録（約30分）。データCDパートは、記念すべき第1回〜第12回放送分までの12回分を、オンエア時より高品質にヴァージョンアップさせて約360分収録。

## ドラマCD
『かのこん ドラマCD』
2007年3月28日発売、メディアファクトリー（ZMCZ-3284）
- 声の出演：川澄綾子、能登麻美子、斎藤千和、杉田智和、近藤隆、松来未祐、三宅健太、下屋則子、松山鷹志
- エンディング曲「オトコのコでしょ」歌：黒木マリナ

TVアニメ『かのこん』ドラマCD〜今日は記念日？ちずると耕太の初デート〜
2008年6月25日発売、メディアファクトリー / 5pb.Records（FVCG-1029）
声の出演
- 源ちずる - 川澄綾子
- 小山田耕太 - 能登麻美子
- 犹守望 - 竹内美優
- 源たゆら - 豊永利行
- 朝比奈あかね - 斎藤千和
- 佐々森ユウキ - 世戸さおり
- 高菜キリコ - 宮崎羽衣
- からくりお化け - 西野かつみ
- 七々尾蓮 - 門脇舞以
- 七々尾藍 - 仲西環

## カードゲーム
シルバーブリッツのカードゲーム、Lyceeに作品が参戦している。エキスパンションは「ver.かのこん」。